# Stephan Luckhaus

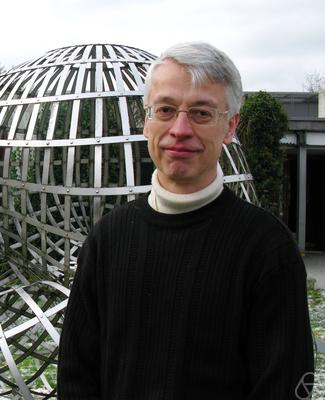
Stephan Luckhaus

Stephan Luckhaus (* 28. Mai 1953 in Remscheid) ist ein deutscher Professor für Mathematik.

## Leben
Luckhaus studierte nach dem Abitur in Remscheid (1971) Mathematik und Physik an der Universität Münster mit dem Diplom 1975 in Mathematik und wurde 1978 bei Willi Jäger an der Universität Heidelberg promoviert (Die Existenz regulärer Lösungen semilinearer elliptischer Differentialgleichungen höherer Ordnung).
Danach war er von 1978 bis 1983 wissenschaftlicher Mitarbeiter der Universität Bonn im Sonderforschungsbereich (SFB) 72 der Deutschen Forschungsgemeinschaft (DFG) Approximation und von 1984
bis 1988 wissenschaftlicher Mitarbeiter an der Universität Heidelberg im SFB 123 der DFG Stochastische mathematische Modelle.
Er habilitierte sich 1988 und wurde im selben Jahr Professor für angewandte Mathematik in Bonn. 1997 wurde er Professor für mathematische Optimierung an der Universität Leipzig.
2002 wurde er dort externes Mitglied des Max-Planck-Instituts für Mathematik in den Naturwissenschaften. Einen Ruf auf eine Professur am Georgia Institute of Technology Atlanta lehnte er 2002 ab.
2002 wurde er Mitglied der Akademie der Wissenschaften und der Literatur in Mainz.
2003 erhielt er den Max-Planck-Forschungspreis.
Am 28. März 2007 (Matrikel-Nr. 7124) wurde er zum Mitglied der Leopoldina gewählt, 2019 zum Senator der dortigen Sektion Mathematik.
Ende 2020 trat er „im Dissens mit der Korona Politik der Präsidien“ aus der Leopoldina und aus der Max-Planck-Gesellschaft aus. Luckhaus war „Auswärtiges Wissenschaftliches Mitglied“ am Max-Planck-Institut für Mathematik in den Naturwissenschaften in Leipzig.

## Forschungsgebiete
Er befasst sich mit partiellen Differentialgleichungen, insbesondere elliptisch-parabolischen Systemen, bei denen er einen Existenzsatz mit Hans Wilhelm Alt bewies, Flüssen in porösen Medien (zum Beispiel Grundwasser, Erdöl), harmonischen Abbildungen, Homogenisierung und Phasenübergängen. Bei freien Randwertaufgaben (Stefan-Problem) bewies er einen Existenzsatz für Mehrkomponentendiffusion und einen Existenzsatz der globalen Lösung für Systeme mit Gibbs-Thomson-Gesetz an Grenzflächen.
Luckhaus betrachtete auch medizinische und biologische Anwendungen wie Modelle für maligne Krebszellen und Ausbreitung von Malariaerregern im Körper.

## Austritt aus der Leopoldina und aus der Max-Planck-Gesellschaft
Luckhaus verließ die Leopoldina und die Max-Planck-Gesellschaft, nachdem die Veröffentlichung seines Gastbeitrages mit statistisch-epidemiologischen Untersuchungen zur Covid-Pandemie vom Präsidium abgelehnt worden war. In seinen Analysen kam er zu dem Schluss, dass durch die seiner Meinung nach „unsinnigen Lockdowns“ die natürliche Immunisierung von jungen Erwachsenen und Kindern durch die freie Infektion mit dem Corona-Virus nur verzögert werde. Er plädierte somit für eine schnelle Durchseuchung der gesamten Gesellschaft, damit die, „die wirklich oder vermeintlich stark gefährdet sind, sehr viel leichter, für die begrenzte Dauer der Epidemie in Selbstisolation“ gehen könnten.
Auch im Rahmen der allesdichtmachen-Kampagne im Juni 2021 bezeichnete er in einem Video die „Impfaktion für unter 60-jährige als Realsatire und die Impfaktion für die Jugendlichen und Kinder [als] Verbrechen gegen den hippokratischen Eid“.